# Felix Franchy
Felix Franchy, född 15 april 1940 i Wien, är en österrikisk skådespelare.

## Filmografi (urval)
- 1975 – Justine och Juliette  (Robert)
- 1975 – Jorden runt med Fanny Hill (Greve)

## Fotnoter
1. ↑  Internet Movie Database, IMDb-ID: nm0289998co0047972, läst: 13 oktober 2015.[källa från Wikidata]
2. ↑  filmportal.de, Filmportal-ID: f2864e90cd3e44f8bd2a98d994a3cb88, läst: 9 oktober 2017.[källa från Wikidata]